# Parque São Jorge
El Parque São Jorge, tradicionalmente conocido como Fazendinha, es la sede social del Sport Club Corinthians Paulista. Está situado en el barrio de Tatuapé, en la zona sudeste de São Paulo, Brasil.
Ocupa una superficie de más de 158.000 m² y alberga un complejo acuático, zonas arboladas, un gimnasio polideportivo, un parque infantil, canchas, espacios para eventos y una completa estructura de restauración con restaurante y merenderos. También cuenta con un gimnasio completo, instalaciones deportivas y un Memorial con una exposición permanente de la historia del club. Además alberga el Estadio Alfredo Schürig, utilizado por los equipos juveniles de fútbol masculino y femenino y para los partidos del equipo de fútbol americano Corinthians Steamrollers.